# نوک‌قیفی زیردم‌بلوطی
نوک‌قیفی زیردم‌بلوطی (نام علمی: Conirostrum speciosum) نام یک گونه از سرده نوک‌قیفی است.